# Giornale de Scienze, Letteratura ed Arti per la Sicilia
Giornale de Scienze, Letteratura ed Arti per la Sicilia (abreviado Giorn. Sci. Sicilia) fue una revista con ilustraciones y descripciones botánicas que fue editada en Palermo desde el año 1823 hasta 1842.